# Matthew O. Williams

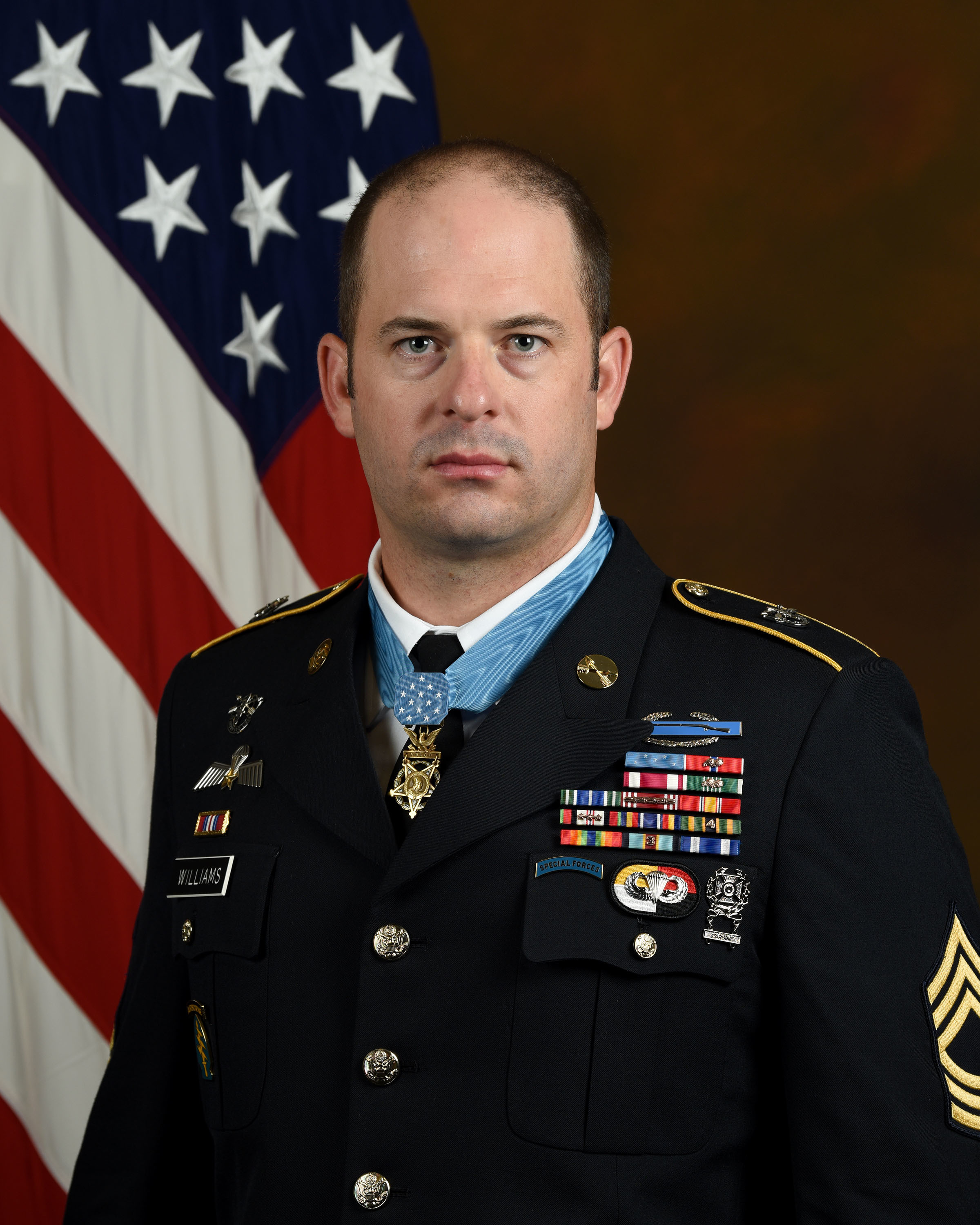
Matthew O. Williams

Matthew O. Williams (* 3. Oktober 1981 in Boerne, Texas) ist ein US-amerikanischer Soldat im Rang eines Sergeant Major. Im Rahmen einer Zeremonie im Weißen Haus wurde ihm die Medal of Honor für seine Verdienste während des Afghanistan-Krieges verliehen. Williams erhielt die Auszeichnung für sein Handeln am 6. April des Jahres 2008 in der Battle of Shok Valley verliehen.
Matthew Williams wurde in Boerne, Texas, geboren. Nach seinem Schulabschluss studierte er an der Angelo State University Criminal justice. Das Studium schloss er mit einem Bachelor ab. Im September 2005 trat er der US Army bei. Zwei Jahre nach seinem Militäreintritt absolvierte er den Special Forces Qualification Course. Im Anschluss wurde Matthew zur 3rd Special Forces Group (Airborne) versetzt, als Mitglied dieser Einheit fand sein erster Einsatz in Afghanistan statt. Im Rahmen dieses ersten Einsatzes kam es im April 2008 zu Kampfhandlungen, die zur Verleihung des höchsten Ordens der US-Streitkräfte führte. Matthew Williams wurde im Februar 2020 in den Rang eines Sergeant Major befördert.
Matthew O. Williams, William D. Swenson und Thomas Payne sind die einzigen Empfänger der Ehrenmedaille, die noch im aktiven Dienst sind.
Williams lebt mit seiner Frau und seinem Sohn in North Carolina.